# Lizimah
Lizimah (starogrško Λυσίμαχος), makedonski vojskovodja in diadoh, kralj Trakije, Male Azije in Makedonije, * okrog 360 pr. n. št., † 281 pr. n. št., Lidija.
Bil je visok vojaški častnik Aleksandra Velikega. Po Aleksandrovi smrti in razdelitvi makedonskega imperija med njegove poveljnike (diadohe) je Lizimah postal upravitelj Trakije podrejen strategu Evrope Antipatru. Njegovo ozemlje je bilo strateško ključno zaradi nadzora nad morskimi ožinami.
Leta 306/305 pr. n. št. je kakor tudi drugi diadohi prevzel kraljevski naslov. Po padcu diadoha Antigona Monoftalma leta 301 pr. n. št. v bitki pri Ipsu je Lizimah prevzel njegove posesti v Mali Aziji do gorovja Tavros.
Leta 298 pr. n. št. se je Lizimah po smrti makedonskega kralja Kasandra razglasil za njegovega naslednika, kar je storila večina diadohov. Leta 287 pr. n. št. je hkrati s Pirom, kraljem Epira, zavzel Makedonijo, ki ji je vladal Antigonov sin Demetrij I. Poliorket. Lizimah in Pir sta si v Makedoniji delila oblast do leta 284 pr. n. št., ko je Lizimah Pira pregnal.
Leta 283/282 pr. n. št. je Lizimah dal usmrtiti svojega sina Agatokla, kar je sprožilo upiranje maloazijskih mest in njihovo prestopanje k Selevku I. Lizimah je bil poražen in ubit v bitki proti Selevku pri Kurupediju (281 pr. n. št.). Njegova smrt je v Mali Aziji pustila trajen političen vakuum, ki je omogočil vzpon manjšim helenističnim državam: Pergamonu, Rodosu in Pontu.